# Wacoal
La Wacoal è un produttore di biancheria intima femminile, fondato nel 1949 in Giappone da Koichi Tsukamoto. La società ha divisioni in Nord America e in Europa e produce i propri prodotti sotto i marchi Wacoal, Elomi, Eveden, Fantasie, Freya e Goddess. La società è quotata alla TYO.
Nel 1964, Wacoal fondò un centro di ricerca sulla scienza umana per condurre ricerche scientifiche sulla bellezza, la salute e il corpo delle donne per lo sviluppo dei propri prodotti.
Nel 1985, Wacoal ha esordito nel mercato Nordamerica.
Nel 2012, Wacoal ha acquisito per 144 milioni di sterline l'Eveden Group, un produttore di lingerie con sede nel Regno Unito fondato nel 1920, acquisendo anche i marchi a Freya, Elomi, Fantasie e Goddess che in precedenza erano controllati dall'azienda britannica.